# Prepelaos
Prepelaos (altgriechisch Πρεπέλαος Prepélaos; † nach 302 v. Chr.) war ein makedonischer Feldherr im Dienste König Kassanders während der Diadochenkriege im 4. vorchristlichen Jahrhundert.
Prepelaos nahm die Position eines engen Vertrauensmannes gegenüber Kassander ein, für den er die Aufgaben eines Feldherrn und Staatsmannes wahrgenommen hatte. Während des dritten Diadochenkrieges hatte er 315 v. Chr. erfolgreich Alexander, den Sohn des Kassander-Gegners Polyperchon, zu einem Seitenwechsel bewegt und damit fast den gesamten Peloponnes für seinen Herrn gewonnen. Kurz darauf führte Prepelaos ein Landungsunternehmen an der Küste von Karien an, um den Satrapen Asandros gegen Antigonos Monophthalmos zu unterstützen. Dabei wurden sie allerdings von dem antigonidischen General Ptolemaios in einer Schlacht geschlagen, worauf Karien unter die Herrschaft des Antigonos fiel.
Im Jahr 311 v. Chr. war Prepelaos der diplomatische Unterhändler für Kassander am Hof des Antigonos Monophthalmos und dabei bei der Ausarbeitung des „Diadochenfriedens“ beteiligt. Dies geht aus einem Brief des Antigonos an die Stadt Skepsis (heute Kurşunlu Tepe in der Türkei) hervor, der dort als Inschrift erhalten geblieben ist.
Im vierten Diadochenkrieg wurde Prepelaos 304 v. Chr. von Kassander zum Statthalter von Korinth ernannt, konnte diese Stadt und ihre Burg Akrokorinth aber nicht gegen den aus Asien heimkehrenden Demetrios Poliorketes halten. Im Sommer 302 v. Chr. wurde er von Kassander mit einer kleinen Streitmacht zu Lysimachos entsandt, um diesen bei der Invasion in Kleinasien gegen Antigonos zu unterstützen. Nach der Eroberung von Lampsakos wurde er von Lysimachos mit 6.000 Infanteristen und 1.000 Kavalleristen ausgesandt, um die aiolischen und ionischen Küstenstädte zu erobern. Nacheinander eroberte er Adramyttion und Ephesos, wo er die einhundert rhodischen Geiseln befreite, die einst 304 v. Chr. nach der Belagerung von Rhodos an Demetrios Poliorketes übergeben werden mussten. Anschließend eroberte Prepelaos auch Teos und Kolophon; Erythrai und Klazomenai widersetzten sich ihm allerdings erfolgreich, wofür er deren Umland verwüstete. Darauf schaffte er es jedoch mit Erfolg, den Statthalter von Sardis, Phoinix, zum Seitenwechsel zu Lysimachos zu bewegen.
Danach wird Prepelaos in den Überlieferungen nicht mehr erwähnt. Ob er im Sommer 301 v. Chr. an der entscheidenden Schlacht von Ipsos teilgenommen hatte, in der Antigonos Monophthalmos besiegt wurde, ist daher nicht eindeutig zu klären.